# Прапор Корсики
Пра́пор Ко́рсики (фр. Drapeau de la Corse, корс. Bandera testa Mora) — офіційний символ Корсики, острівної провінції Франції.

## Опис
| Прямокутне біле полотнище зі співвідношенням сторін 3:5, по центру якого чорна голова мавра, повернута праворуч, перев'язана білою стрічкою. |

## Історія
Вперше символіка Корсики використовувалась з 1281 року на печатках короля Арагону Педро III. За легендою, відрубані голови вбитих ворогів-сарацинів корсиканські найманці наколювали на піки. Ще одна легенда свідчить, що один з чорних рабів, яких було багато на Корсиці, попередив місцеве населення про майбутній напад на острів. Завдяки цьому атаку було успішно відбито, а мавру на знак подяки дарували свободу і увічнили його зображення на прапорі.
За іншою версією, прапор острова з'явився у XVI столітті через близькість з Сардинією, на прапорі якої зображено чотири голови мавра.
Голова мавра також була вибита на монетах першого корсиканського короля Теодора фон Нойгофа (1736).
Офіційно символіку Корсики було затверджено генералом Паскалем Паолі 24 листопада 1762 року. Першопочатково стрічка на голові мавра закривала очі, що означало самопорівняння жителів з рабами-неграми; відтоді Паолі вирішив перемістити її вище, що мало символічне значення звільнення з-під генуезької влади.
З 24 травня 1761 року в Мурато карбувались монети із зображенням голови мавра.
Після завоювання острова Францією у 1769 році символіка Корсики тривалий час була забороненою. До 1789 року на неофіційних прапорах в знак протесту знову зображувався мавр із зав'язаними очима.
В 1794—1796 роках, символіка використовувалась англо-корсиканським королівством. З того часу прапор Корсики вийшов з ужитку до 1980 року, коли був відновлений як регіональна символіка.
Нині голова мавра також використовується на гербі Корсики.